# Рашка (Сучава)
Рашка (рум. Rașca) — село у повіті Сучава в Румунії. Входить до складу комуни Молдовіца.
Село розташоване на відстані 370 км на північ від Бухареста, 56 км на захід від Сучави.

## Населення
За даними перепису населення 2002 року у селі проживали 760 осіб.
Національний склад населення села:
| Національність | Кількість осіб | Відсоток |
| -------------- | -------------- | -------- |
| румуни         | 730            | 96,1%    |
| українці       | 30             | 3,9%     |

Рідною мовою назвали:
| Мова       | Кількість осіб | Відсоток |
| ---------- | -------------- | -------- |
| румунська  | 753            | 99,1%    |
| українська | 7              | 0,9%     |